# Telefon Rocks
Die Telefon Rocks sind eine Gruppe von Klippenfelsen im Archipel der Südlichen Shetlandinseln. Sie liegen 2,5 km südsüdwestlich des Demay Point vor der Westseite der Einfahrt zur Admiralty Bay auf King George Island.
Benannt sind sie nach der SS Telefon, einem im Jahr 1900 erbauten Lastendampfer unter norwegischer Flagge, der 1908 auf ein Riff vor King George Island lief.